# 西前田駅 (北海道)
西前田駅（にしまえだえき）は、かつて北海道岩内郡共和町梨野舞納（りやむない）に設置されていた、日本国有鉄道（国鉄）岩内線の駅（廃駅）である。事務管理コードは▲131805。

## 駅構造
廃止時点で、単式ホーム1面1線を有する地上駅であった。ホームは、線路の北側（岩内方面に向かって右側）に存在した。転轍機を持たない棒線駅となっていた。ホームは、コンクリート板を組み合わせたものであった。
無人駅となっており、駅舎はなかったがホームの下に木造の待合所を有した。

## 駅名の由来
当駅の所在地近辺の地・前田の「西」に位置することから付けられた。

## 利用状況
- 1981年度（昭和56年度）の1日当たりの乗降客数は2人[3]。

## 駅周辺
- 国道229号

## 歴史

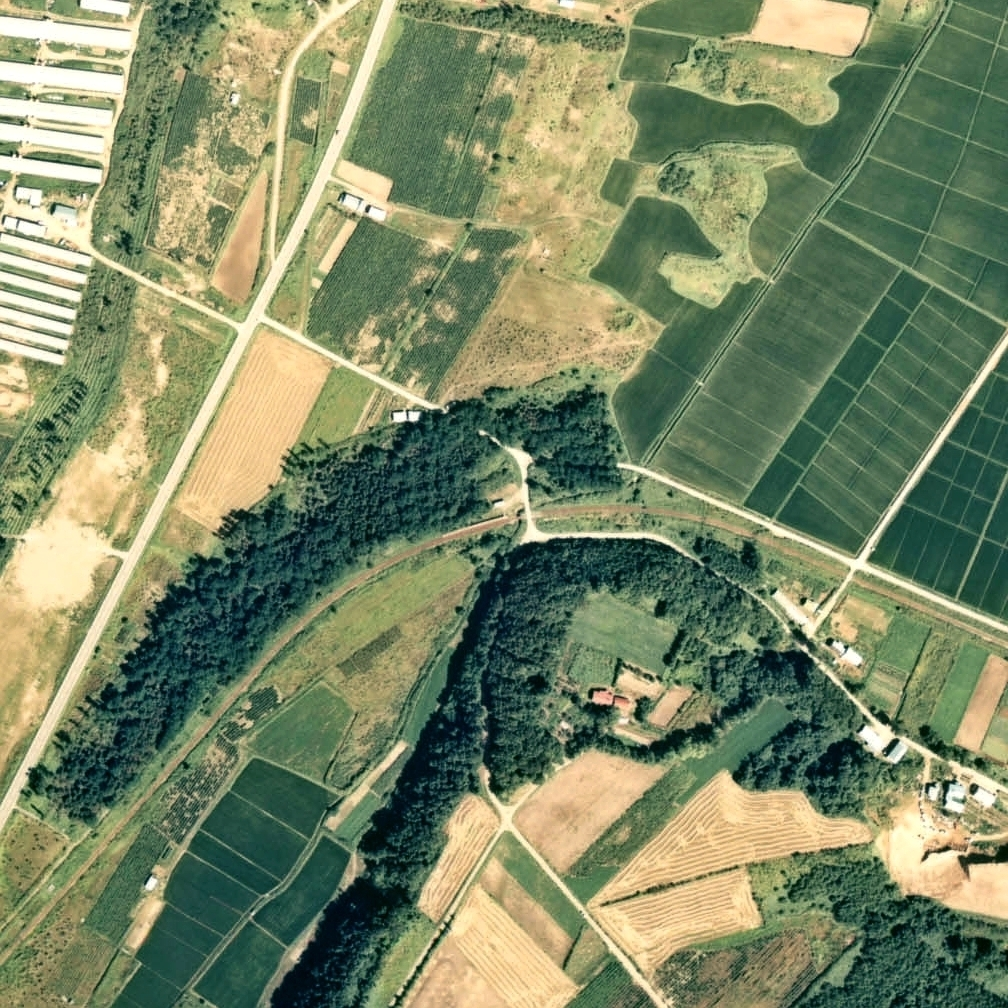
1976年の西前田駅と周囲約750m範囲。左下が岩内方面。ホーム近くに小さな待合室が見える。写真左下、本線横約25m程離れた位置を細い道が林まで並行する。これがかつての茅沼炭鉱専用鉄道の軌道跡で、岩内駅から当駅手前まで併走した後、上方へ分かれてゆく。林や畑で途切れているが国道229号を斜めに横切って上方へ向かう線も軌道跡。

- 1963年（昭和38年）10月1日 - 西前田駅として開業[1]。旅客のみ取り扱い[1]。
- 1985年（昭和60年）7月1日 - 岩内線の全線廃止に伴い、廃駅となる[1]。

## 駅跡
1999年（平成11年）時点では、ホームが草むらの中に埋まっている様な状態であった。2011年（平成23年）時点では道路工事用に周囲の草が刈られ、工事車両通過用の道路がホームを貫く形で反対側へと通り抜けており、ホームは分断された形で残存し、柵や手すり付きの階段も残存していた。

## 隣の駅
日本国有鉄道
岩内線
前田駅 - 西前田駅 - 岩内駅